# Amphistomus primonactus
Amphistomus primonactus là một loài bọ cánh cứng trong họ Bọ hung (Scarabaeidae).